# Elezioni parlamentari in Danimarca del 2005
Le elezioni parlamentari in Danimarca del 2005 si tennero l'8 febbraio per il rinnovo del Folketing. In seguito all'esito elettorale, Anders Fogh Rasmussen, espressione di Venstre, fu confermato Ministro di Stato.

## Risultati
| Liste                         | Voti      | %     | Seggi |
| ----------------------------- | --------- | ----- | ----- |
| Venstre                       | 974 657   | 29,03 | 52    |
| Socialdemocratici             | 867 933   | 25,85 | 47    |
| Partito Popolare Danese       | 444 205   | 13,23 | 24    |
| Partito Popolare Conservatore | 345 132   | 10,28 | 18    |
| Sinistra Radicale             | 307 132   | 9,15  | 17    |
| Partito Popolare Socialista   | 201 162   | 5,99  | 11    |
| Alleanza Rosso-Verde          | 111 394   | 3,32  | 6     |
| Democratici Cristiani         | 57 836    | 1,72  | –     |
| Democratici di Centro         | 33 635    | 1,00  | –     |
| Altri                         | 10 061    | 0,30  | –     |
| Fær Øer e Groenlandia         | –         | –     | 4     |
| Totale                        | 3 357 212 | 100   | 179   |